# Friedrich Hofmeister

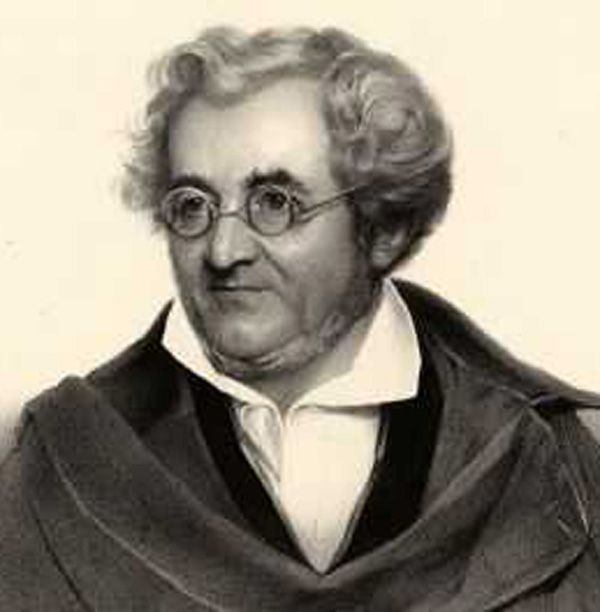
Friedrich Hofmeister

Johann Friedrich Carl Hofmeister (* 24. Januar 1782 in Strehla; † 30. September 1864 in Reudnitz) war ein deutscher Verleger. Er eröffnete im Jahr 1807 eine Musikalienhandlung aus der ein eigener Musikverlag in Leipzig hervorging. In den 1950er Jahren wurde aus dem Verlag ein Volkseigener Betrieb (VEB).
Archivgut des Verlages befindet sich im Sächsischen Staatsarchiv, Staatsarchiv Leipzig und bildet dort den Bestand.

## Leben
Kenntnisse über die Verlagstätigkeit hatte Hofmeister als Lehrling bei Breitkopf & Härtel und anschließend als Gehilfe im Bureau de Musique, das 1800 von Franz Anton Hoffmeister (1754–1812) und Ambrosius Kühnel gegründet worden war, erworben.
Friedrich Hofmeister setzte sich nachdrücklich für allgemeine Belange der Verleger und Musikalienhändler ein. Er war ein energischer Verfechter des Urheberschutzes. Auf sein Betreiben wurde im Jahr 1829 die „Conventional-Acte“ zum Schutz gegen unerlaubten Nachdruck von allen führenden Musikverlegern der Zeit unterzeichnet und gleichzeitig der Verein der Musikverleger gegen musikalischen Nachdruck gegründet, aus dem später der  Deutsche  Musikverleger-Verband (DMV) hervorging. Friedrich Hofmeister wurde Sekretär des Vereins.
Untrennbar verbunden ist der Name Hofmeister auch mit der Herausbildung des deutschen Bibliographiewesens: Seit 1819 druckte er zunächst einige Nachträge zu dem erstmals 1817 von Carl Friedrich Whistling herausgegebenen Handbuch der musikalischen Literatur, und – anknüpfend daran – publizierte er seit 1829 die Musikalisch-Literarischen Monatsberichte sowie deren Zusammenfassungen, die Jahresverzeichnisse der Musikalien und Musikschriften, die noch bis 1990 erschienen sind (ab 1943 in Partnerschaft mit der Deutschen Bücherei, Leipzig). Leipzig wurde somit durch Friedrich Hofmeister zum Zentrum der Musikbibliographie.
Der Verlag gab ab der vierten Auflage das Liederbuch Der Zupfgeigenhansl heraus, dessen 10. Auflage von 1913 heute noch die Grundlage von Nachdrucken darstellt. 
Zu vielen Komponisten baute Hofmeister über die geschäftlichen Kontakte hinaus Freundschaften auf, die jahrelang währten; jungen Komponisten gab er durch die Veröffentlichung ihrer Frühwerke die Chance, bekannt zu werden.
Hofmeister legte in Reudnitz einen Botanischen Garten an, den er der Öffentlichkeit zugänglich machte. Sein Sohn ist der Botaniker Wilhelm Hofmeister (1824–1877), nach dem in Leipzig die Hofmeisterstraße benannt ist. Wie später auch der Sohn wurde Friedrich Hofmeister 1825 in die Leipziger Freimaurerloge „Apollo“ aufgenommen.

## Ehrungen
Nach Hofmeister ist die Pflanzengattung Hofmeisteria Walp. aus der Familie der Korbblütler (Asteraceae) benannt.